# گدازآور
گدازآور به آن دسته از مواد اولیه‌ای گفته می‌شود که در صنعت سرامیک برای کاهش نقطه ذوب بدنه یا لعاب مورد استفاده قرار می‌گیرند. این مواد در دماهای بالا در هنگام پخت، باعث ایجاد فازهای با نقطه ذوب پایین می‌شوند و در هنگام سرد شدن باعث ایجاد فاز شیشه در بدنه سرامیکی می‌شوند.